# 1892 год в спорте
Список 1892 год в спорте перечисляет спортивные события, произошедшие в 1892 году.

## Российская империя
- Чемпионат России по конькобежному спорту 1892;

## Международные события

### Чемпионаты Европы
- Чемпионат Европы по конькобежному спорту 1892;
- Чемпионат Европы по фигурному катанию 1892;

### Баскетбол
- 1892 год в баскетболе;

### Регби
- Кубок домашних наций 1892;

### Футбол
- Чемпионат Нидерландов по футболу 1891/1892;
- Чемпионат Нидерландов по футболу 1892/1893;
- Созданы клубы:
  - «Витесс»;
  - «Гренобль»;
  - «Конгсвингер»;
  - «Льеж»;
  - «Про Верчелли»;
  - «Сантьяго Уондерерс»;
  - «Твёройри»;

#### Англия
- Футбольная лига Англии 1891/1892;
- Футбольная лига Англии 1892/1893;
- ФК «Ньютон Хит» в сезоне 1891/1892;
- Созданы клубы:
  - «Бромли»;
  - «Дройлсден»;
  - «Ливерпуль»;
  - «Ньюкасл Юнайтед»;
  - «Стейнс Таун»;
- Расформирован клуб «Ньюкасл Юнайтед»;

### Шахматы
- Лондон 1892 (шахматный турнир);
- Матч за звание чемпиона мира по шахматам 1892;